# Kite
「Kite」（カイト）は、日本のガールズバンド、Chelsyによる5thシングル。2016年に発売された。

## 解説
ガールズバンドChelsyの5枚目となるシングル。また、配信限定リリースを除くと物理メディアで流通販売したシングルCDとしては2018年5月のバンド解散までの最終作となった。
表題曲「Kite」は2016年公開の秦建日子監督映画『クハナ!』の主題歌として書き下ろされた。曲名は劇中、街と大人たちの事情に翻弄されつつも全てを受け入れて転校していく登場人物の「海斗（かいと）」少年の名前を、大空を飛ぶKite（凧）になぞらえたダブルミーニングになっている。カップリング曲「Town」は同映画の監督・脚本の秦建日子とメンバーのAMIが歌詞を、同映画の音楽監修を務める立石一海とAMIが作曲を共作し、映画のエンディング曲として使用された。AMIは映画の本編にも俳優として出演している。
表題曲、カップリング曲の両曲ともに、のちの2018年に発売されたベストアルバム『THE BEST OF CHELSY』にも収録された。

## 収録曲
1. Kite
作詞：近藤ひさし、作曲：楠野功太郎
映画『クハナ!』主題歌
2. Town
作詞：秦建日子・AMI、作曲：立石一海・AMI、編曲：立石一海
映画『クハナ!』エンディング曲
3. Kite〜Instrumental
4. Town〜Instrumental

## クレジット

### 参加ミュージシャン
- Chelsy are
  - MIO - Vo/Gt
  - SHIZUKA - Ba/Cho
  - AMI - Dr/Cho
- additional musicians
  - 楠野功太郎 - E-Gt (#1, #3)
  - 立石一海 - ローズ・ピアノ (#2, #4)
  - SHIZUKA - トロンボーン (#2, #4)

### スタッフ
- プロデュース - 近藤ひさし
- ミキシング、レコーディング - 松田優佑 (Being)
- レコーディング - 鈴木慎也 (Being) / 三輪駿貴 (Being)
- プロデュース補 - 湯沢泰人（Honey Bee Project）
- アートディレクション - 佐藤哲夫
- デザイン - 三島知洋
- スタイリング - 佐藤美登里
- ヘアメイク・メイク - 本郷友紀子 (Luck Hair)
- フォトグラファー - 達川範一 (Being)[6]